# Cyathea boivinii
Cyathea boivinii är en ormbunkeart som beskrevs av Georg Heinrich Mettenius och Oskar Kuhn. Cyathea boivinii ingår i släktet Cyathea och familjen Cyatheaceae.

## Underarter
Arten delas in i följande underarter:
- C. b. andringitrensis
- C. b. bevolo
- C. b. hildebrandtii
- C. b. parahildebrandtii